# ケベックの戦い (1775年)
ケベックの戦い（英: Battle of Quebec）は、アメリカ独立戦争初期の大陸軍によるカナダ侵攻作戦中、1775年12月31日にケベック市を守るイギリス軍との間に行われた戦闘である。この戦闘はアメリカ側にとってこの戦争では初の大きな敗北となり、高い代償を払った。リチャード・モントゴメリーが戦死、ベネディクト・アーノルドが負傷、ダニエル・モーガンなど400名以上が捕虜になった。ケベック植民地総督のガイ・カールトンが指揮したケベックの守備隊はイギリス軍正規兵とカナダ人民兵の寄せ集めだったが、極少数の損失を出しただけだった。
モントゴメリーの部隊は11月13日にモントリオールを占領し、ニューイングランド北部の未開の荒野を抜けてきたアーノルドの部隊とは12月初旬に合流していた。カールトンはモントリオールからやっとのことでケベックに逃亡したが、大陸軍の次の標的となったケベック市は攻撃側が到着する直前に援軍が到着して市を守ることができるような状態になったばかりだった。モントゴメリーの部隊は兵士の徴兵期限が12月末で切れることが気懸かりとなり、部隊の動きを隠してしまうような暴風雪の中、大晦日の攻撃を行った。その作戦はモントゴメリーとアーノルドがそれぞれ率いる別の部隊がケベック市のローワータウンで落ち合い、その後に高台（アッパータウン）を守る城壁を上ろうというものだった。この戦闘の初期段階で受けた砲撃によってモントゴメリーが戦死したためにその部隊は退却したが、アーノルド隊は市の中にまで侵入した。その攻撃初期にアーノルドが負傷し、指揮を引き継いだモーガンは市中で動きが取れなくなり、降伏を強いられた。アーノルドとその部隊はその後春まで有効性のない包囲を続けたが、イギリス軍には援軍が到着した。
この戦闘とその後の包囲戦の間、フランス語を話すカナダ人が両軍共に重要な役割を果たした。大陸軍は地元住人から物資を受け取り兵站の支援を受けた。ケベック市の守備隊には地元で徴兵した民兵が入っていた。大陸軍が引き上げるとき、多くの支持者が随いてきた。後に残った者達は、イギリス軍が植民地支配を取り戻した後で様々な形の懲罰を受けた。

## 背景

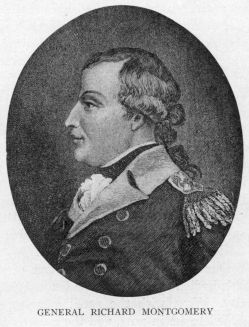
リチャード・モントゴメリー将軍、アロンソ・チャペルが描いた肖像画をもとにした版画

1775年4月にアメリカ独立戦争が勃発した直後の5月10日、イーサン・アレンとベネディクト・アーノルドに率いられた冒険心溢れる小部隊がケベック市に向かうルート上の重要拠点であるタイコンデロガ砦を奪った。アーノルドはこれに続いて、モントリオール市からそれ程遠くないセントジョン砦を襲撃した。このことでその地域のイギリス指導層に警報を発することになった。イギリスもアメリカもその指導者達は第二次大陸会議が承認した大陸軍によってカナダのケベック植民地に侵攻する可能性を検討することになり、ケベック総督のガイ・カールトンは植民地の中で守備隊の動員を始めた。大陸会議は当初ケベック攻撃のアイディアを否定したが、大陸軍の北方方面軍指揮官フィリップ・スカイラーに対して、彼自身が必要と考えるならばケベック植民地侵攻を行う承認を与えた。スカイラーは直ちにタイコンデロガ砦とクラウンポイント砦で、遠征のために必要な人員と物資の準備に取り掛かった。アメリカ側宣伝工作の一部として大陸会議とニューヨーク植民地議会からのカナダ住民に宛てた手紙がケペック植民地中に配布され、抑圧的なイギリス統治からの解放を約束した。この遠征隊の指揮官職を指名されなかったアーノルドはジョージ・ワシントン将軍を説得して、現在のメイン州北部の荒野を抜け直接ケベック市に向かう第2の遠征隊派遣を承認させた。
大陸軍は1775年9月にケベックへの進軍を始めた。スカイラー将軍の声明に書かれたその目標は、「専制的な官僚の命令下に...仲間の市民・兄弟を厳しい奴隷の軛に付かせつことを目指すイギリスの軍隊を可能ならば排除すること」だった。リチャード・モントゴメリー准将がタイコンデロガ砦とクラウンポイント砦からの部隊を率いてシャンプレーン湖に進み、セントジョンズ砦の包囲戦に成功して、11月13日にはモントリオール市を占領した。アーノルドはマサチューセッツのケンブリッジから1,100名の部隊を率い、モントゴメリー隊がタイコンデロガ砦を離れた直後に、メインからケベック市に抜ける遠征を始めた。
アメリカ側がケベック侵攻にあたって大いに期待したことは、ケベック植民地とケベック市に住むフランス系カナダ人のカトリック教徒の住民多数がイギリスの支配に対抗して立ち上がることだった。イギリスがフレンチ・インディアン戦争の1760年にケベックを支配するようになって以来、地元住民とプロテスタントで英語を話すイギリス軍関係者および文民管理者との間には問題と見解の不一致が生じていた。1774年のケベック法成立によってカトリック教徒に公民権が回復され教会の設立を認めたことで、その緊張は緩和されていた。ケベックのフランス系住民の大半はカトリック教会の後ろ盾でフランスの文化を守ることでイギリスによる支配を受け容れるようになっていたこともあり、アメリカの独立運動に対し積極的な役割を採らない道を選んでいた。

## イギリス軍の準備

### 植民地の防衛
カールトン将軍は、アーノルドがセントジョンズ砦を襲ったことを知った直後から植民地の防衛に動き始めていた。その持てる部隊の大半をセントジョンズ砦に集中させたが、イギリス軍正規兵の少数をモントリオールとケベックに残していた。カールトンは大陸軍による侵攻経路を追跡しており、時としてモントゴメリーとアーノルドの間の通信を傍受していた。ケベックの副知事ヘクター・クラマエがケベック市の防衛責任者となり、カールトンはモントリオールに行って、9月には町の防衛にあたる数百名の民兵隊を組織した。カールトンは民兵の半分しか信頼できないと見積もり、「依存するには足りない」と悲観的に考えていた。クラマエもボストンの軍上層部に援軍の要請を何度もしていたが、その度に何も返ってはこなかった。幾隻かの艦船が風に吹かれてコースを外れ、ニューヨークに行ってしまうこともあり、ボストンにいる艦隊の指揮官サミュエル・グレイブスは、冬が近付いてセントローレンス川の水路が閉ざされてしまうために、ボストンからケベックに部隊を運ぶために艦船を用いることを拒否していた。

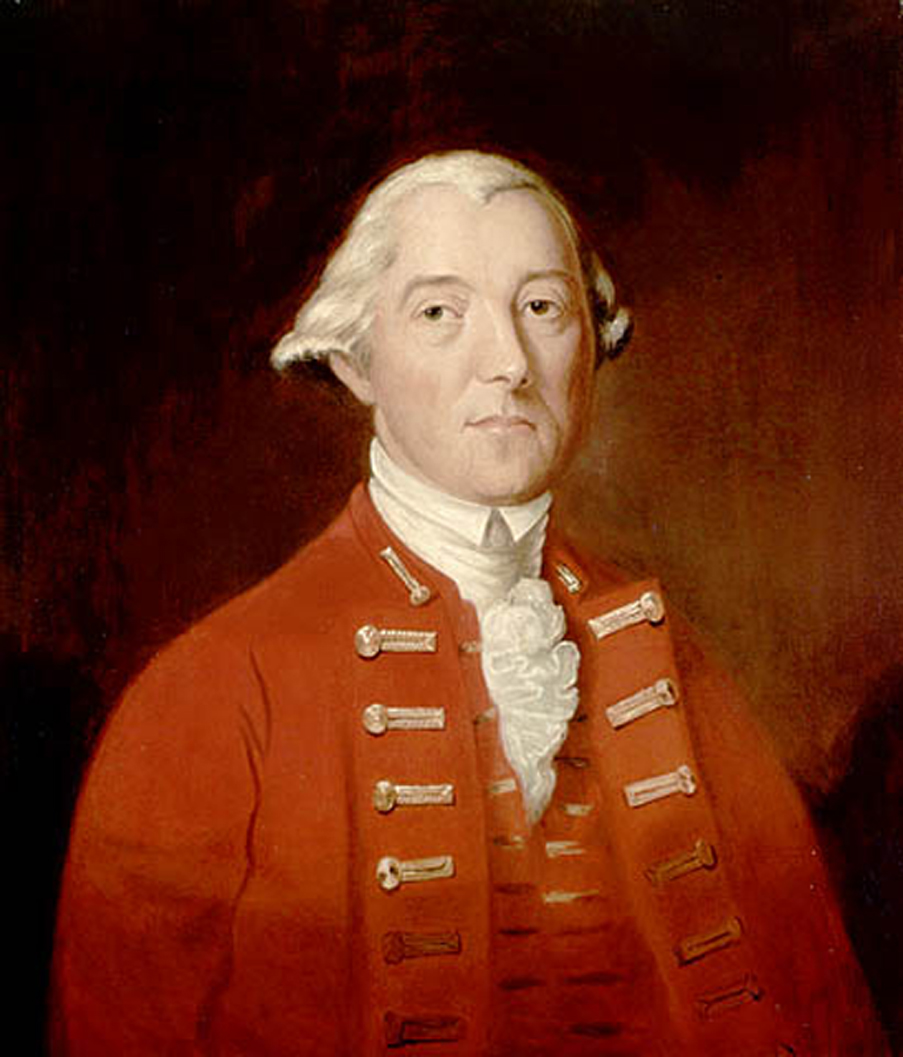
ガイ・カールトン、ケベック市駐在軍の指揮官

アーノルド隊の行軍が成功し、ケベック市に近付いているという確定的な情報が11月3日に市に届き、クラマエは守備隊に守りを固めさせ、セントローレンス川南岸から全ての船舶を移動させた。アーノルド隊接近の情報によってさらに民兵の徴兵を加速させ、総勢は1,200名以上になった。11月3日にプリンスエドワード島やニューファンドランド島から志願民兵を積んだ2隻の船が、また翌日には1隻の船が到着し、約120名の民兵が防衛に加わった。その日にはHMSリザードが指揮する小さな船団も到着し、乗船していた海兵隊の多くが防衛に加えられた。
11月10日、セントジョンズ砦の解放を試みに行っていたアレン・マクリーン中佐が第84歩兵連隊の200名の兵士と共にケベック市に帰ってきた。彼等はアーノルド隊からモントゴメリー隊への通信をトロワリヴィエール近くで傍受しており、ケベック市の防衛のために急いで帰ってきていた。この経験を積んだ部隊の到着で町にいる民兵隊の士気が上がり、マクリーンは即座に防衛隊の指揮を執った。

### カールトンのケベックへの帰還
セントジョンズ砦が陥落した後、カールトンはモントリオールを放棄して、何とか捕虜になることを免れ、船でケベック市に戻った。11月19日に帰還したその日に防衛軍の指揮を執った。その3日後、町の中の体を動かすことのできる者で武器を取ろうとしない者は反逆者あるいはスパイと見なし、それなりに扱われるであろうという声明を発した。武器を取ろうとしない男達は町を去るために4日間の猶予を与えられた。その結果、約500人の住人（イギリス人200人、カナダ人300人）が守備隊に加わった。
カールトンは町の防御について弱点がないか検査し、セントローレンス川岸に沿って自軍の大砲が届く範囲に2つの木製バリケードと柵を造らせた。市の防壁と内部防御物に沿って部隊を防衛的に配置し、経験の足りない民兵は強力な指揮官の下に付くよう配慮した。

## アーノルド隊の到着

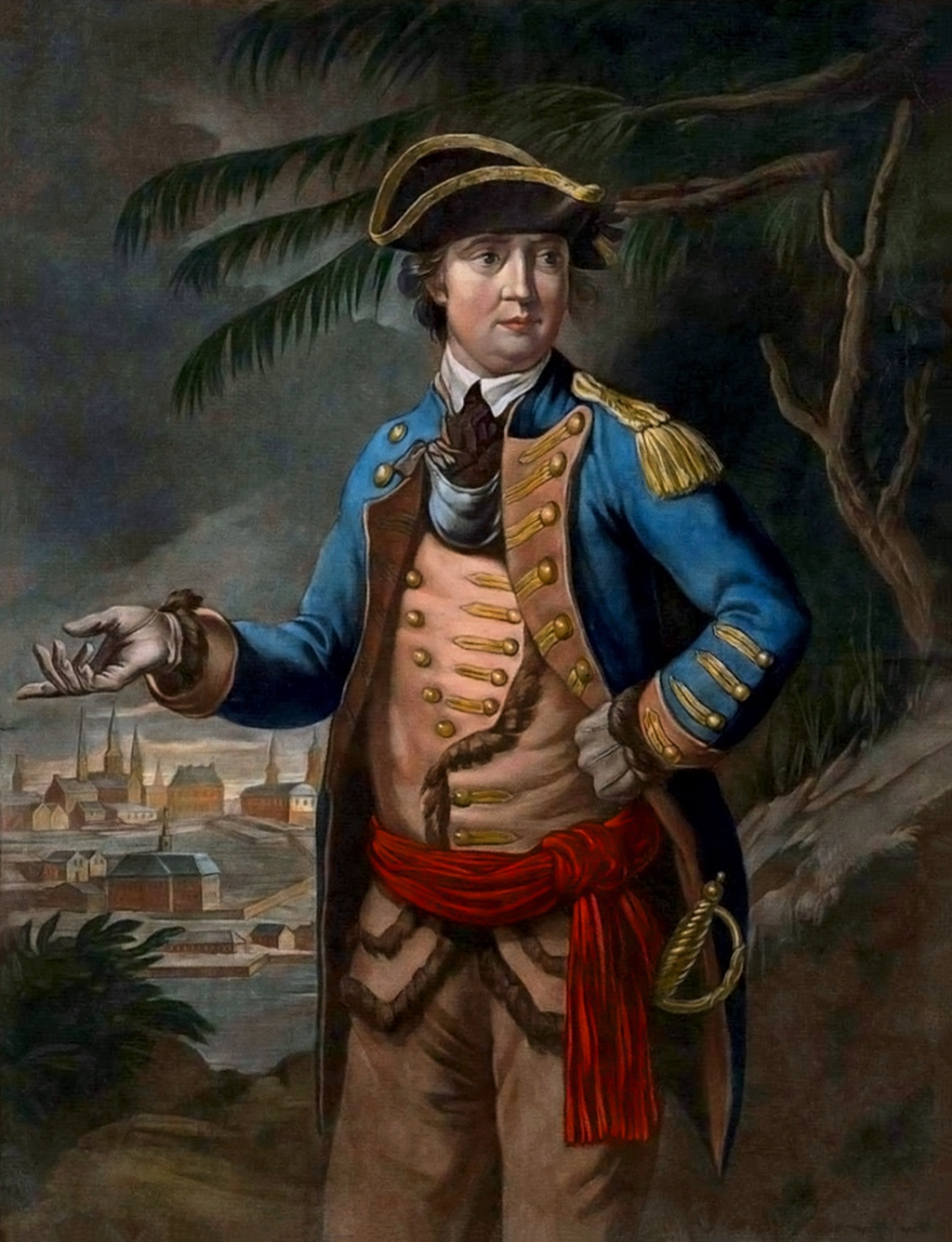
ベネディクト・アーノルド、1776年のメゾチント版画、トマス・ハート作

アーノルドがその遠征隊に選んだ兵士はボストン包囲戦に参加していたニューイングランドの諸中隊から志願兵を募ったものだった。この遠征のために2個大隊に編成され、3つめの大隊としてダニエル・モーガン中佐の指揮下にペンシルベニアとバージニア出身のライフル銃狙撃兵が組み込まれた。メインの荒野を抜ける道は長く困難さを伴うものだった。湿度が高く寒冷であり、アーノルドやワシントンが予想したよりも時間が掛かった。悪天候や輸送用のボートが壊れたために遠征隊の食料の大半がだめになり、当初1,100名いた兵士のうち500名は途中で死ぬか、戻った。戻った者の中でニューイングランド大隊の者が残っていた食料の多くを持ち去ってしまった。遠征を続行した者達は11月初めにフランス系カナダ人の開拓地に到着した時までに飢えつつあった。11月9日、ボストンからケベックまで行軍して残ったアーノルド隊約600名が、セントローレンス川を挟んでケベック市の対岸にあるポイントレビに到着した。アーノルドはその部隊の状態が悪かったにも拘わらず、直ぐに川を渡るための船を集め始めた。11月10日の夜に準備を進めたが、嵐のためにそれから3日間は遅れた。川の対岸に上陸するとケベック市の壁からは約1.5マイル (2.4 km) のアブラハム平原に部隊を移動させた。
ケベック市の壁に近付いている部隊の装備は甚だしく弱かった。アーノルド隊には大砲が無く、兵士は1人あたり5発の実包しか持っておらず、100挺以上のマスケット銃は使い物にならず、兵士の服装はボロ同然になっていた。勢力で1対2と劣勢であったにも拘わらず、アーノルドはケベック市の降伏を要求した。アーノルドが2度送った交渉使節もイギリス軍の大砲の返礼を受け、その要求が拒否されたことを示した。アーノルドは武力でケベック市を占領できないと判断したので、市の西側を封鎖した。11月18日、アーノルド隊はイギリス軍が800名の勢力で攻撃を掛けてくるという噂を耳にした。アーノルド隊は作戦会議を開いて、封鎖は続けられないと判断し、モントリオールを占領したばかりのモントゴメリー隊が到着するのを待つために、20マイル (32 km) 上流のポワント・オ・トランブル（アスペンポイント）まで部隊の移動を始めた。

## モントゴメリー隊の到着

モントゴメリー隊とアーノルド隊の侵入ルート

12月1日、モントゴメリー隊がポワント・オ・トランブルに到着した。その部隊は、ニューヨーク第1、第2、第3連隊の300名とジョン・ラムが起ち上げた砲兵小隊、ジェイムズ・リビングストンが徴兵した第1カナダ連隊約200名、および徴兵期限が切れたために解隊した連隊の残りを集めたジェイコブ・ブラウンの部隊160名から構成されていた。これに加えて数日後には、モントゴメリーがモントリオールに残していたデイビッド・ウースター少将が派遣した数個小隊が加わった。モントゴメリー隊が運んできた大砲は4門のカノン砲と6門の迫撃砲であり、またアーノルド隊のために冬の衣服などの物資も運んできた。これらの物資はモントリオールを占領した時に逃げ出したイギリスの船舶から奪ったものだった。大陸軍はケベック市に向かい、12月6日には市を包囲した。モントゴメリーはある女性を使者に選んでカールトンに市の降伏を要求する私文書を送った。カールトンはこの要求を拒み、文書は読まずに燃やした。モントゴメリーは数日後に同じ事を試みたが、結果は同じだった。包囲する側は主に市内の住民に伝言を送り続け、市の状態は絶望的であること、アメリカ側を支援するために立ち上がればその状態が良くなると訴えた。

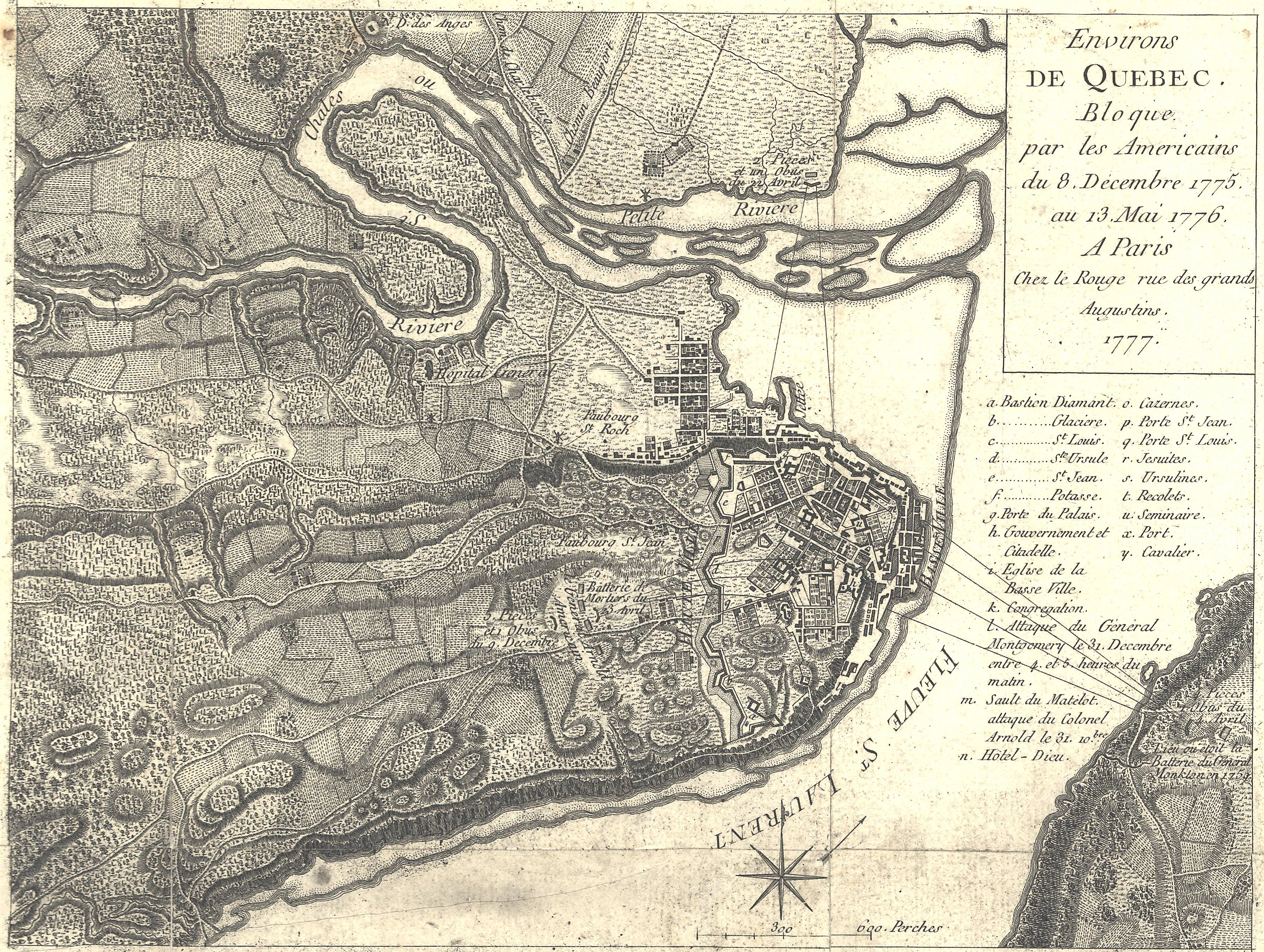
ケベック市周辺の行動地点を示す1777年のフランスの地図

12月10日、大陸軍は市の壁から700ヤード (630 m) にその最大の砲台を据えた。大地が凍っていたために大砲のための溝を掘ることができず、雪の固まりで掩蔽用の壁を造った。この砲台は市内に向けた砲撃に使われたが、それが与えた効果はあまりなかった。凍った地面では塹壕を掘ることもできず、また市の防御を破壊できるような道具も無かったので、モントゴメリーは大変難しい状況にあることを認識した。アーノルド隊の兵士はその年の終わりには徴兵期限が切れることになっており、植民地から弾薬が来る予定も無かった。さらに春にはイギリスの援軍が到着することが予測され、前に進むか退くかしかないことを意味していた。モントゴメリーは市の壁を気付かれずによじ登るとすれば、夜の風雪に紛れていくしかケベック市を占領するチャンスは無いと考えた。
モントゴメリーが市への攻撃作戦を立てている時にトロワリヴィエール近くに住むフランス人クリストフ・ペリシエが会いに来た。ペリシエはサンモーリス鉄工所を運営する政治的にアメリカ側を支持する者だった。ペリシエとモントゴメリーは植民地の会議を開いて、大陸会議に代表を送る案を検討した。ペリシエはこのことについて、住民がその安全を確保されるまで自由に行動できるとは考えないであろうから、ケベック市を占領した後に行うことを奨めた。包囲戦のためにペリシエの鉄工所が軍需品（銃弾や砲弾など）を提供することでは合意した。ペリシエは大陸軍が撤退した1776年5月まで支援を続け、その後に逃亡して最終的にはフランスに戻った。
12月27日の夜に暴風雪があって、モントゴメリーの部隊に攻撃への備えを促すことになった。しかし、この嵐は間もなく止み、モントゴメリーは攻撃の中止を命じた。その夜、ロードアイランド出身の軍曹が1人脱走して、攻撃作戦の詳細をイギリス軍に伝えた。モントゴメリーは新しい作戦を立て直した。まずジェイコブ・ブラウンとジェイムズ・リビングストンが率いる2つの部隊がケベック市西壁に陽動攻撃を掛ける。一方残りの部隊は2つに分かれてケベック市のローワータウンに攻撃を仕掛ける。1隊はアーノルドが率いローワータウンの北端で防御線を潰す。もう1隊はモントゴメリーが率いて市の南、セントローレンス川沿いに進軍するというものだった。2つの部隊はローワータウンで落ち合い、共同で市の壁によじ登ってアッパータウンを襲撃することにされた。この新しい作戦は上級士官にのみ伝えられた。

## 戦闘

### モントゴメリー隊の攻撃

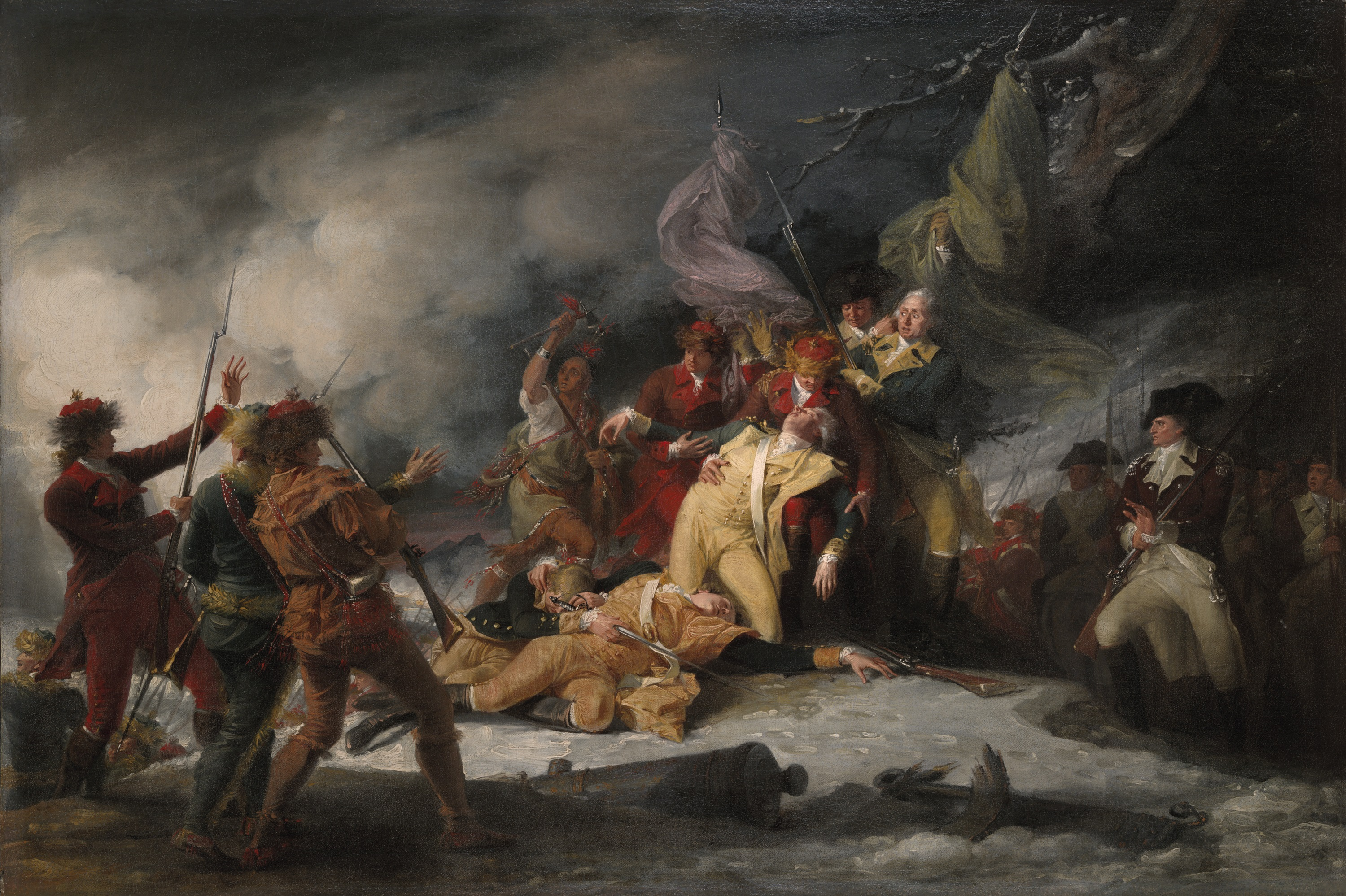
「ケベックへの攻撃におけるモントゴメリー将軍の戦死」、ジョン・トランブルによる1786年の絵画

12月30日に嵐が起こり、モントゴメリーは再度攻撃命令を出した。その夜、ブラウンとリビングストンは民兵中隊を率いて割り当てられた場所に向かった。ブラウンはケイプダイアモンド稜堡の側、リビングストンはセントジョンズ門の外だった。午前4時から5時の間にブラウン隊が所定の場所に到着したとき、他の部隊に信号を送るための火を焚かせ、その部隊とリビングストン隊がそのぞれの標的に対して発砲を始めた。モントゴメリーとアーノルドはその炎を見て、ローワータウンへの進軍を始めた。
モントゴメリーはその部隊を外郭防御物に向かう急勾配で雪が積もった道に進ませた。風雪はブリザードに変わったので、進軍は容易ではなかった。モントゴメリー隊は遂に外郭防御物の柵に辿り着き、大工達からなる前衛隊が鋸で壁に穴を開けた。モントゴメリー自身が2つめの柵を切り倒すのを助け、50名の兵士を率いて2階建ての建物に向かう道を進んだ。この建物は市の防御物の一部であり、実際にはマスケット銃と大砲で武装した15名のケベック民兵が入るシェルターになっていた。この守備隊が至近距離で発砲し、ぶどう弾の破裂によって頭を射抜かれたモントゴメリーが即死した。生き残った前衛隊の数名が柵の所まで逃げ戻った。アーロン・バーなど数名だけが無傷で逃げ延びた。モントゴメリー隊の士官達の多くがこの攻撃で負傷した。数少ない無傷の将校の一人が残存部隊をアブラハム平原まで誘導し、モントゴメリーの死体は後に残された。

### アーノルド隊の攻撃
モントゴメリー隊が前進している時に、アーノルドはその主力をローワータウンの北端、ソルト・オ・マテローにあるバリケードに向かって進ませた。部隊は外側の門を抜けたが、イギリス軍の砲台の幾つかには発見されないでいた。しかし、前衛隊がパレス門周辺に進むと、頭上にある市の防壁から激しい銃火が打ち下ろされた。防壁が高くてこの銃火に反撃することは不可能であったので、アーノルドは兵士達に走っての前進を命じた。部隊は狭い通りを進み、バリケードに近付いたときに再び激しい銃火に曝された。アーノルドはそのバリケードを占領するために兵士達を編成しているときに踝に銃弾を受け、その部隊の指揮をダニエル・モーガンに引き継いだ後に、後方に搬送された。モーガンの指揮下に入った部隊はバリケードを占領したが、通りが狭く曲がりくねっているためにそれ以上の前進は難しかった。さらに雪のために火薬が湿っておりマスケット銃を使えなかった。モーガン隊は火薬を乾かして再武装するために幾つかの建物に潜り込んだが、さらに増した銃火の下に曝されることになった。カールトンは、北側の門への攻撃が陽動攻撃であることを理解し、その部隊をローワータウンに集中させた。パレス門から出撃した500名のイギリス軍が最初のバリケードを取り返したことで、モーガン隊は市内に閉じ込められた。モーガン隊は撤退する道も無く、激しい銃火に曝されたままだったので降伏した。戦闘は午前10時には終わった。

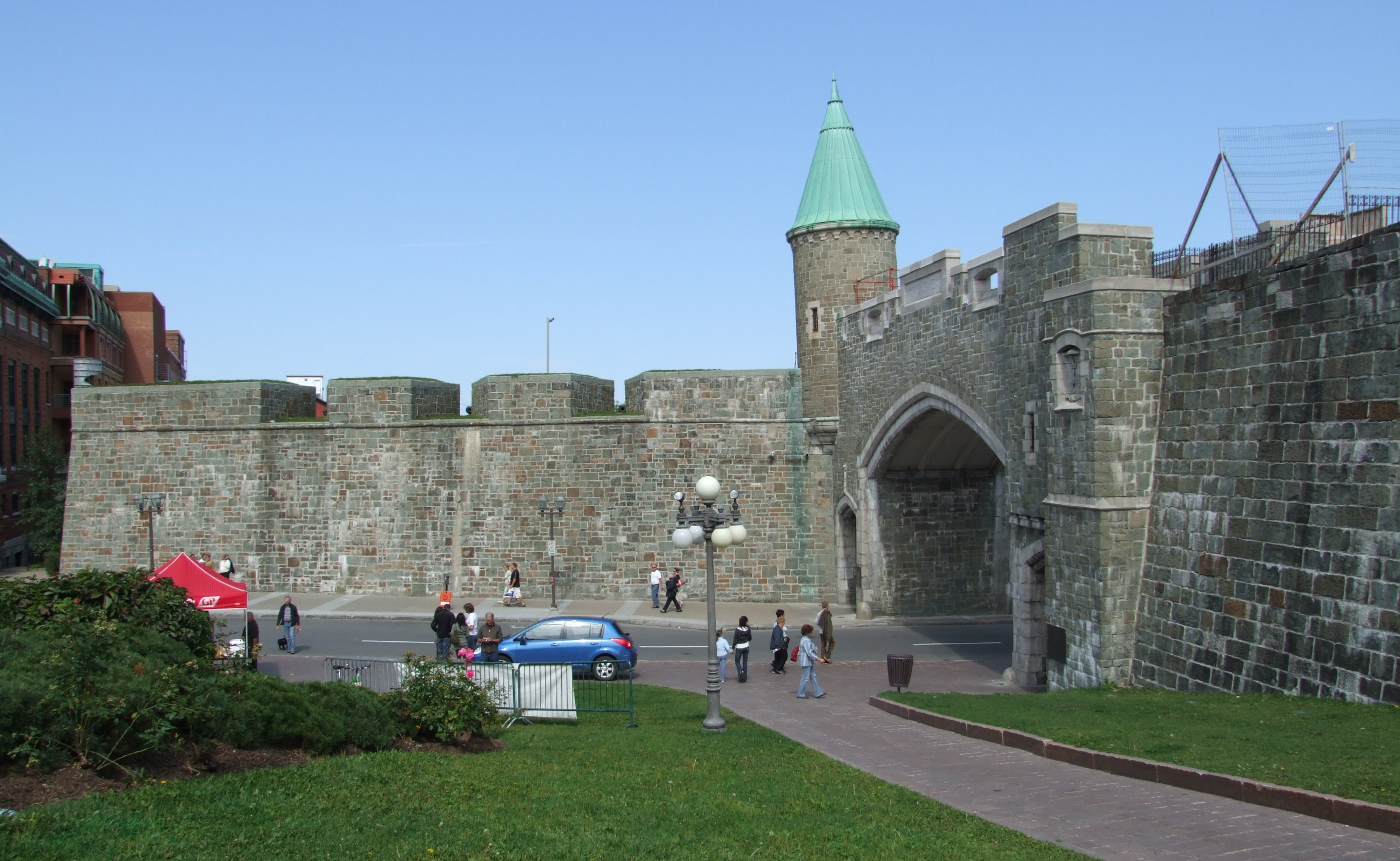
ジェイムズ・リビングストン隊が陽動攻撃を行ったセントジョンズ門

これは大陸軍が味わった初の敗北だった。カールトンはアメリカ兵の30名が戦死、431名を捕虜に取ったと報告した。これにはアーノルド隊の約3分の2を含んでいた。また逃亡しようとした「多くの者が川で死んだ」とも記していた。アラン・マクリーンは翌年5月の雪解け時に20名の遺体を回収したと報告した。アーノルドは約400名が不明または捕虜になったと報告しており、大陸会議に提出した公式報告書では60名が戦死、300名が捕虜とされていた。イギリス軍の損失は比較的少なかった。ウィリアム・ハウ将軍に宛てたカールトンの最初の報告書では死傷者が5名のみとされていたが、別の目撃証言ではその数が50名になっていた。カールトンの公式報告書では5名が戦死、14名が負傷となっていた。
モントゴメリー将軍の遺体は1776年の元日にイギリス軍によって回収され、クラマエ副知事の手によって1月4日に簡単な軍葬の礼が行われた。遺骸は1818年にニューヨークに戻された。

## 包囲戦
アーノルドは撤退を拒んだ。勢力は敵の3に対し自軍は1の比率になっており、凍えるような冬の気温、徴兵期限の過ぎた兵士の大量離脱という状況だったにも拘わらず、アーノルドはケベック市の包囲を行った。この包囲はケベック市にほとんど影響が無く、カールトンは5月まです続くような十分な物資を保管していた。戦闘終了の直後、アーノルドはモーゼス・ヘイズンとエドワード・アンティルをモントリオールに派遣し、ウースター将軍に敗北を報せた。この2人はその後にフィラデルフィアに向かい、大陸会議に敗北を報告して支援を求めた。ヘイズンとアンティルはどちらも13植民地の出身でケベックに入植していた英語を話す者達であり、戦争の残り期間も大陸軍のために尽くすことになった。彼等の報告に反応した大陸会議は援軍を起ち上げ北方に派遣する命令を発した。冬の間にニューハンプシャー、マサチューセッツおよびコネチカットで慌ただしく徴兵された幾つかの小さな小隊が北に向かい、ケベックとモントリオールにいる大陸軍守備隊を補った。ケベック市の郊外にあった宿営地で疫病、特に天然痘が発生して包囲する大陸軍に少なからぬ損失を出させ、また総じて食料も乏しかった。4月初旬、アーノルドに変わってウースター将軍が指揮を引き継ぎ、さらに4月下旬にはジョン・トーマス将軍に置き換えられた。
カールトン総督は勢力で明らかに優位に立っていたが、大陸軍を攻撃する道を選ばず、ケベック市の防壁の中に留まっていた。ケベックの戦い前にモントゴメリーが状況を分析したとき、1759年に行われたケベック包囲戦でカールトンはジェームズ・ウルフ将軍の下に仕えており、フランス軍のルイ＝ジョゼフ・ド・モンカルム将軍が市の防御陣地を離れたことで大きな代償を払い、エイブラハム平原の戦いで自らの命とケベック市を失ったことを知っていることが分かった。イギリス軍のジェイムズ・マレー将軍も1760年に市郊外の戦闘で敗北していた。モントゴメリーは、カールトンが彼等の誤りを繰り返す可能性が低いと判断した。3月14日、セントローレンス川南岸の製粉業者ジャン＝バティスト・シャスールがケベック市に来て、カールトンに南岸にいる200名が大陸軍に対抗して行動する用意があることを伝えた。大陸軍の砲台があるポイントレビに対して、これらの勢力にさらに動員された民兵が攻撃を仕掛けたが、1776年3月に起きたサンピエールの戦いで、このロイヤリスト民兵の前衛隊がアメリカ寄りの地元民兵隊に敗北を喫した。

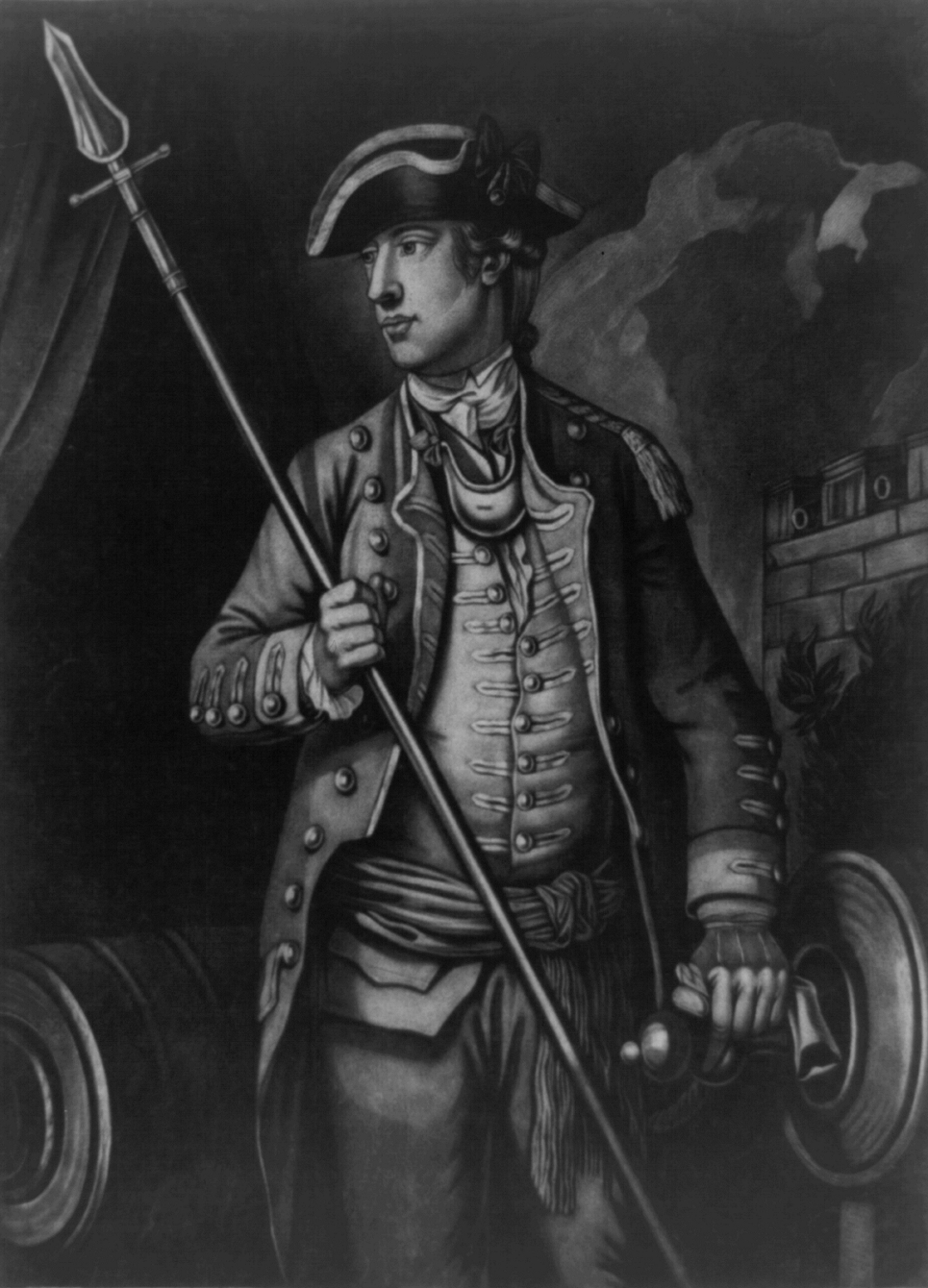
デイビッド・ウースター将軍、包囲戦の後期にアーノルドと指揮を交代した、1776年のメゾチント版画、トマス・ハート作

トーマス将軍が宿営地に到着すると、そこの状態は包囲戦を続けるのが不可能な状態にあると判断されたので、撤退の準備を始めさせた。5月6日にイギリスの小さな船隊が200名の正規兵（より大きな侵略軍の前衛隊）を載せて到着したことで、大陸軍の出発準備を加速させた。カールトンがこの到着したばかりの部隊に守備隊の大半を付けて市内から出して混乱する大陸軍に対峙させたとき、撤退は潰走に近いものに変わった。天然痘に患わされていた大陸軍は最終的に出発点であるタイコンデロガ砦までの全行程を退却した。トーマス将軍も退却中に天然痘で死んだ。その後カールトンは反撃軍を発してシャンプレーン湖沿いの砦まで取り戻した。バルカー島の戦いで大陸軍の戦隊を破り、湖の支配権を取り戻したが、ベネディクト・アーノルドの画した後衛が1776年中にタイコンデロガ砦やクラウンポイント砦をも取り戻すような動きを阻止した。

## 戦闘の後
5月22日、この日は大陸軍が未だ植民地内から駆逐される前だったが、カールトンはケベック市内外で大陸軍の遠征を支援したカナダ人の捜査を命じた。フランソワ・ベイビー、ガブリエル＝エルゼア・タシェローおよびジェンキン・ウィリアムズが植民地中を旅し、そのような支援を積極的に行ったカナダ人を数えた。最終的に757人が数え上げられた。カールトンは小さな反抗者には幾らか寛大であり、より重大な反抗者でも善行を約束させてその多くを釈放した。しかし、一旦大陸軍がケベック植民地から駆逐されるとアメリカ側支持者に対する処置は厳しいものになり、大陸軍が撤退中に破壊した設備の修繕への強制労働が繰り返し課された。このために戦争の残り期間、公然とアメリカ側を支持するような機会は最小に抑えられた。
1776年5月6日から6月1日、40隻近いイギリスの船舶がケベック市に到着した。これらの船はジョン・バーゴイン将軍の指揮下に9,000名以上の兵士を運んできた。その中にはフリードリッヒ・アドルフ・リーデゼル男爵が指揮するブラウンシュヴァイクとハーナウからの約4,000名のドイツ人傭兵、いわゆるヘシアンが含まれていた。この部隊の一部はカールトンの反撃に加わり、1776年から1777年の冬を植民地で過ごしたので、まだ約8万人に過ぎなかった植民地の人口にかなりの歪みを生じさせた。この部隊の多くは1777年にジョン・バーゴインが行ったサラトガ方面作戦に参加した。

## 関連図書
- Brymner, Douglas; O'Halloran, George F (1905), Report on Canadian Archives for the year 1904, London: Maclean, Roger, OCLC 45254379 Contains correspondence and reports (including the notes from a war council held at Quebec City November 16, 1775) concerning the American invasion.
- Lacoursière, Jacques (2001) (French), Canada, Québec, Sillery, Quebec: Les éditions du Septentrion, ISBN 2-89448-186-1, OCLC 63083822
- Starowicz, Mark (2000) (French), Le Canada une histoire populaire, Saint-Laurent, Quebec: Éditions Fides, ISBN 2-7621-2282-1, OCLC 44713313
- Vergereau-Dewey, S. Pascale (2005), 1775–1776: The Journal Of Francois Baby, Gabriel Taschereau, And Jenkin Williams, East Lansing, Michigan: Michigan State University Press, ISBN 0-87013-740-9, OCLC 57069273
- Ward, Christopher; Alden, John Richard (1952), The War of the Revolution, New York: Macmillan, OCLC 425995